# 1255년

## 연호
- 남송(南宋) 보우(寶祐) 3년
- 일본(日本) 겐초(建長) 7년
- 쩐 왕조(陳朝) 응우옌퐁(元豊) 5년

## 기년
- 남송(南宋) 이종(理宗) 31년
- 고려(高麗) 고종(高宗) 42년
- 몽골 몽케 칸 5년
- 쩐 왕조(陳朝) 태종(太宗) 31년

## 사건
- 칭기즈 칸의 손자이자 툴루이의 아들인 훌라구 칸이 중동 원정을 통해 1255년에 일 한국 건설